# Un jour viendra (chanson)
Pour les articles homonymes, voir Un jour viendra.
Singles de Johnny Hallyday
Vivre pour le meilleur
(1999) Sang pour sang
(1999)
Clip vidéo
[vidéo] « Un jour viendra », sur YouTube
Un jour viendra est une chanson de Johnny Hallyday, parue en 1999 initialement en single et ensuite sur l'album Sang pour sang.

## Développement et composition
La chanson a été écrite par Michel Mallory et David Hallyday. L'enregistrement a été produit par Pierre Jaconelli et David Hallyday.

## Liste des pistes
Single CD (1999, Mercury 562 309-2)
1. Un jour viendra (4:02)
2. Ex (4:49)[1]

Single maxi 12" 45 tours (1999, Mercury 562 309-1, édition limitée et numérotée)
1. Un jour viendra (4:04)
2. Ex (4:47)[2]

## Classements
| Classement (1999)                       | Meilleure position |
| --------------------------------------- | ------------------ |
| Belgique (Wallonie Ultratop 50 Singles) | 5                  |
| France (SNEP)                           | 6                  |
| Classement (2017)                       | Meilleure position |
| France (SNEP)                           | 54                 |